# Schmidt (Roman)
Schmidt (englischer Originaltitel: About Schmidt) ist ein Roman des amerikanischen Schriftstellers Louis Begley. Er erschien 1996 beim New Yorker Verlag Alfred A. Knopf. Die deutsche Übersetzung von Christa Krüger publizierte der Suhrkamp Verlag im Folgejahr. Der Roman über den pensionierten Rechtsanwalt Albert Schmidt wurde zu Begleys populärstem Werk. Im Jahr 2002 diente er als Vorlage der gleichnamigen Verfilmung von Alexander Payne mit Jack Nicholson in der Hauptrolle. Zwei Fortsetzungen erschienen in den Jahren 2000 (Schmidt Delivered, deutsch: Schmidts Bewährung) und 2012 (Schmidt Steps Back, deutsch: Schmidts Einsicht).

## Inhalt
Albert Schmidt, genannt Schmidtie, erfährt mit 60 Jahren einen tiefen Lebenseinschnitt. Seine Frau Mary stirbt nach kurzem, schweren Leiden an Krebs. Er selbst fühlt sich am Ende einer stagnierenden Karriere als Wirtschaftsanwalt von den Sozii der renommierten New Yorker Kanzlei Wood & King in den Ruhestand gedrängt. Ausgerechnet ein junger Sozius der Kanzlei, der ehrgeizige Jon Riker, will seine einzige Tochter Charlotte heiraten, die sich ihrem Vater schon seit einiger Zeit entfremdet hat. Obwohl er sich nicht als Antisemiten sieht, empört Schmidt besonders, dass sein designierter Schwiegersohn Jude ist und seine Tochter mit dem Gedanken spielt, zum mosaischen Glauben zu konvertieren.
Schmidt lebt in einem großen Haus in den Hamptons, an dem er jedoch nur den Nießbrauch besitzt, weil es seine Frau der Tochter vererbt hat. Um sich aus dieser Abhängigkeit zu befreien, plant er zu ihrer Hochzeit auf den Nießbrauch zu verzichten, ein Geschenk, das allen Parteien nichts als finanzielle Belastungen bringt, weil das junge Paar die Erbschaftssteuer aufbringen muss und Schmidt Pensionskürzungen drohen. Es ist jedoch typisch für seine steifen und formellen, jedoch nur selten herzlichen Umgangsformen. Auch im Umgang mit den künftigen Schwiegereltern seiner Tochter, dem Psychiaterehepaar Renata und Myron Riker, bemüht sich Schmidt um tadelloses Benehmen, das Renata jedoch ins Wanken bringt, als sie nicht nur professionell sein Seelenleben zergliedert, sondern auch seine sexuelle Begierde entfacht.
In Schmidts Ehe hat die Sexualität schon lange keine Rolle mehr gespielt, und er hat seine Ehefrau häufig betrogen, wobei ihm nur die kurze, leidenschaftliche Affäre mit dem französischen Au-pair-Mädchen Corinne unauslöschlich in Erinnerung geblieben ist. Im Gegensatz zu den zahllosen Bekanntschaften seiner verstorbenen Frau, ist Schmidt nur ein einziger Freund aus Studienzeiten geblieben: der Filmregisseur Gil Blackman. Schmidt beneidet seinen Freund um sein Doppelleben zwischen Ehefrau und junger Geliebter, bis diese ihn eines Tages verlässt und der Freund in eine tiefe Krise fällt. Schmidt hingegen lernt in seinem Stammcafé die Kellnerin Caridad Gorchuk, genannt „Carrie“, kennen. Er begreift nicht, was die Puertoricanerin, die jünger als seine eigene Tochter ist, zu ihm zieht, doch es kommt zu einer Affäre zwischen den ungleichen Partnern. Schließlich zieht Carrie, halb geduldet von ihrem Freund Bryan, bei Schmidt ein.
Mit Carrie tritt auch ein alter Obdachloser in Schmidts Leben, der ihm wie eine Klette folgt und sich als Carries erster Liebhaber, ihr ehemaliger Chemielehrer Wilson herausstellt. Angetrunken nach einer Party überfährt Schmidt seinen Verfolger in seiner Hofeinfahrt und zieht sich selbst schwere Verletzungen zu. Er stellt Bryan ein, um ihn wieder gesundzupflegen. Mit seiner Tochter kommt es hingegen zum Zerwürfnis, als diese erfährt, dass Carrie im früheren Bett ihrer Mutter schläft. Ausgelaugt von den vergangenen Turbulenzen nimmt sich Schmidt vor, keine Pläne für seine Zukunft mehr zu machen. Da erfährt er überraschend, dass ihm die zweite Ehefrau seines Vaters, der ihn einst enterbte, dessen beträchtliches Vermögen hinterlassen hat, weil er ihr einmal auf Drängen Marys eine freundliche Weihnachtskarte schickte. Schon kann er seine Rekonvaleszenz kaum mehr abwarten und plant die Verwaltung des Nachlasses.

## Interpretation
Albert Schmidt, der Titelheld des Romans, ist für Ulrich Greiner ein typischer Vertreter „der weißen Mittel- und Oberschicht“ an der amerikanischen Ostküste. Es ist eine Klasse, die sich „durch Besitz und Karriere“ definiert und nicht zuletzt durch „die Verbindung von Geld und Gefühl“. Phyllis Rose ordnet ihn in die Klasse der WASP, der „White Anglo-Saxon Protestant“, ein und seine Tochter Charlotte in jene der Yuppies. Schmidts brave Rechtschaffenheit trifft auf das trockene Temperament des säkularen Judentums, was dem ganzen Roman eine kontrollierte, unterkühlte Stimmung verleihe, die sich auch in der präzisen, ökonomischen und jeder emotionalen Aufwallung abschwörenden Sprache niederschlage, die an einen wohldurchdachten Geschäftsvertrag erinnere.
Gleich zwei amerikanische Rezensionen heben als Schmidts herausragende Eigenschaft seine Bigotterie hervor. Dabei hält ihn Rose für einen Jedermann mit Jedermanns-Problemen, während ihm Thomas Hines zugesteht, den Leser für sich einzunehmen, obwohl seine Sünden offen vor ihm lägen. Greiner bezeichnet Schmidt als „larmoyant, selbstgerecht, besserwisserisch“ und misstraut ihm, wenn er über Liebe spricht. Der Leser schwanke permanent zwischen Abscheu und Sympathie. Laut Hines habe Schmidt sein Leben stets an Takt und Manieren ausgerichtet. Es sei exklusiv im doppelten Wortsinne, auch exklusiv im Ausschließen von anderen Lebensweisen. Schmidt hält seinen glühenden Antisemitismus für „harmlos“, beinahe „irrelevant“, was Begley kommentierte: „Natürlich ist Schmidts Antisemitismus nicht von jener Sorte, die Schaufensterscheiben einschlägt.“ Vielmehr habe er eine Form von „sozialer Sklerose“ aufzeigen wollen, in der eine Person in ihren Vorurteilen und Verhaltensweisen befangen bleibe.
Laut Rose beschreibt Louis Begley stets eine Welt, die im Heraklitischen Sinne im Fluss ist, und mit deren Veränderungen man sich abfinden muss. Auch für Schmidt ist es laut Hines, als habe er nach Jahren an seinem Schreibtisch zum ersten Mal wieder den Kopf erhoben, um sich umzusehen, und er findet sich mit der unerwarteten Änderung der Welt nicht zurecht. Ursula Keller charakterisiert Begley als einen unerbittlichen Chronisten von „Selbsttäuschungen und Lebenslügen“. So tue sich auch vor dem erfolgsgewohnten Anwalt unvermittelt ein Abgrund auf, eine Einsamkeit als Folge des eigenen Lebensstils. Der Ehrgeiz und die Gefühlskälte, die er in seinem Schwiegersohn verachtet, weisen in Wahrheit zurück auf Schmidt selbst. Schmidt lebt nach Greiner ein Leben, in dem er sich gegen innere („Zweifel, Melancholie, Depression“) und äußere Feinde abschirmt. Doch woran es ihm mangle, sei der Sinn des Lebens. Gerade in der vollkommen Konzentration auf das Diesseits der Figuren (auch Charlotte etwa suche im säkularen Judentum nur Tradition, nicht aber Glauben), werde das Jenseits umso bedrohlicher spürbar. Doch statt Gott sei lediglich Geld da. Begley erweise sich in dem Roman als „ein Meister des philosophischen Romans in der Mimikry beiläufiger Plauderei“.
Schmidt hat eine grundsätzlich pessimistische Weltanschauung: Alle Dinge enden schlecht, und wenn ein Paar zusammen glücklich ist, dann lediglich, weil seine Zeit noch nicht gekommen ist. Auch für seine eigene Liebesaffäre mit der jungen Carrie erwartet Schmidt ein schlechtes Ende, und er würde ein solches Ende sogar als gerechte Strafe des Schicksals für sein unverdientes spätes Glück akzeptieren. So legt dann auch der Roman laut Victoria N. Alexander Fährten auf ein schlechtes Ende aus. Der Schmidt verfolgende Obdachlose wird mit dem „steinernen Gast“ des Don-Juan-Mythos verglichen, und als sich auch noch ein weiterer Freund Carries bei Schmidt einquartiert, scheint dieser hilflos in der Falle zu sitzen. Doch Begley bricht mit allen Erwartungen und gönnt seinem Helden ein Happy End gegen alle Wahrscheinlichkeiten, das ihn nicht nur mit einem unerwarteten Erbe beglückt, sondern auch beide Nebenbuhler aus der Welt oder zumindest aus der Stadt räumt. In diesem Bruch mit der erwarteten Ordnung wird für Alexander Begleys Bild einer irrationalen Welt sichtbar. Der Roman sei aber auch eine Revision des früheren Romans The Man Who Was Late (1993, deutsch: Der Mann, der zu spät kam), mit dessen Protagonisten Ben Schmidt viele Charakterzüge teilt. Schmidts Freund Gil ist es, der die Quintessenz ausspricht, dass es niemals im Leben zu spät sei.

## Rezeption
About Schmidt ist der populärste Roman Louis Begleys und gilt in seinem Werk als besonders heiter und gelöst. Thomas R. Edwards etwa urteilte in der New York Review of Books, das Buch sei geprägt von einer „gelassenen, freundlichen Weisheit, die nach der gesellschaftlichen und intellektuellen Extravaganz seiner beiden früheren Romane besonders unerwartet und eindrucksvoll erscheint“. Positiv wurde von amerikanischen Rezensenten der starke Amerikabezug aufgenommen, nachdem in früheren Romanen Europa „die Quelle aller annehmbaren Kultur wie aller furchtbaren historischen und persönlichen Tragödien“ gewesen sei. Auch in den Rezensionen der späteren Romane wurde immer wieder auf About Schmidt verwiesen und Begley als „Autor Schmidts“ festgelegt.
Beigetragen zur Bekanntheit des Romans hat – neben der späteren Verfilmung – eine zufällige Koinzidenz: Die Polizei fand ein Exemplar des Romans auf dem Nachttisch eines Hotelzimmers in Miami Beach, das Andrew Phillip Cunanan, der Mörder des Modedesigners Gianni Versace, bewohnte. Über das daraufhin einsetzende Interesse der amerikanischen Öffentlichkeit am Autor des Buches schrieb Begley die Glosse The Killer Who Read Me (deutsch: Der Mörder, mein Leser), die im August 1997 im New Yorker erschien. Darin mokierte er sich über die ungläubige Überraschung der Medien, „daß sich ein mutmaßlicher Serienmörder die Zeit zwischen seinen Morden mit einem Roman vertreibt und daß ich an dieser Beschäftigung nichts Unnatürliches finde“. Er zog sogar einen direkten Vergleich zwischen Autoren und Mördern: „Phantasien: Wir schreiben sie nieder, er agiert sie aus.“

## Adaptionen
Im Jahr 2002 kam der Spielfilm About Schmidt von Alexander Payne in die Kinos. Für die Titelrolle erhielt Jack Nicholson einen Golden Globe und wurde für den Oscar nominiert. Der Film hat jedoch nur einen lockeren Bezug zu Begleys Vorlage. Payne passte ein bereits von ihm geschriebenes Drehbuch nur geringfügig an den Roman an. Schon der Vorname der Filmfigur stimmt nicht überein. „Warren“ Schmidt stammt nicht aus der begüterten Oberschicht, hat keine Geliebte und entlarvt sich auch nicht als Antisemit. Begley hatte keinen Einfluss auf die Arbeit am Film, setzte sich jedoch in seinem gleichzeitig entstandenen Roman Shipwreck (Schiffbruch) mit den grundsätzlichen Problemen einer Literaturverfilmung auseinander. Paynes Ergebnis nannte er einen „Edelstein der originellen Filmarbeit“. Trotz aller Abweichungen fand er den Kern seines Romans unverändert wieder, und die zentralen Themen seien „mit großer Intelligenz und Sensibilität behandelt“ worden.
Sowohl Mario Adorf als auch Klaus Jepsen lasen den Roman als Hörbuch ein.

## Ausgaben
- Louis Begley: About Schmidt. Alfred Knopf, New York 1996, ISBN 0-679-45033-5.
- Louis Begley: Schmidt. Aus dem Englischen von Christa Krüger. Suhrkamp, Frankfurt am Main 1997, ISBN 3-518-40918-2.